# Johan Liedholm
Johan Lidholm, född 7 mars 1714 i Lidköping, död 26 juni 1765 i Österplana socken, var en svensk kyrkomålare.
Lidholm var son till rådmannen Sven Lidholm och hustrun Maria Quist (död 1727) i Lidköping. Han var dessutom dotterson till madam Helena Aurelia, gift Quist i Medelplana socken. Han var från 1740 ansluten till Göteborgs Målareämbete, var först bosatt i Skara men flyttade senare sin verksamhet till Mariestad. Som gesäll utförde han måleriarbeten i Västerplana kyrka och Utby kyrka 1739. Efter att han blev mästare utförde han tillsammans med äldre mästaren Olof Collander dekorativa takmålningar i Leksbergs kyrka 1741 och Ova kyrka 1742. Han utförde troligen självständigt målningar i Mölltorps och Ransbergs kyrkor. Lidholm tillhörde Läcköskolan och har som målare spelat en betydande roll som traditionsförmedlare. Som konstnär var han ganska ovanligt vilket man kan se på hans motivval.
Vid sidan om kyrkomåleriet var han även konduktör, officerare vid Fortifikationen.